# The Derby Winner
The Derby Winner er en britisk stumfilm fra 1915 af Harold M. Shaw.

## Medvirkende
- Edna Flugrath som May Aylmer.
- Gerald Ames som Douglas Desburn.
- Mary Dibley som Lady Muriel Fortescue.
- Lewis Gilbert som Donnelly.
- Christine Rayner som Annette Donnelly.